# Junior Senior
Junior Senior var en dansk popduo der bestod af  Jesper Mortensen (Junior) og Jeppe Laursen (Senior). Gruppen har haft relativt stor international succes, specielt med singlen "Move Your Feet" fra deres første album, der nåede en tredjeplads på den britiske single-hitliste i 2003.
Junior Senior har en fortid i den britpop-baserede gruppe Ludo X, der i 1994 vandt DM i Rock. Gruppen udgav et album[kilde mangler] inden de i 1998 gik i opløsning, hvorefter sangeren Jeppe Laursen og guitaristen Jesper Mortensen fortsatte samarbejdet og dannede Junior Senior. Gruppenavnet udsprang af den simple kendsgerning, at Senior var ældre og større end Junior.
I 2002 debuterede gruppen på det uafhængige danske pladeselskab Crunchy Frog. Albummet der bærer titlen D-D-Don't Don't Stop the Beat og indeholdt singlen "Move Your Feet", der, med pladeselskabs-kollegaen Thomas Troelsen fra Superheroes på vokal og produktion, blev et massivt radiohit.
Rygterne om, at Fatboy Slim ønskede at remixe nummeret, fik Universals øjne op for Junior Seniors umiddelbare hitpotentiale. De tilbød gruppen en rekordstor kontrakt og sørgede for, at albummet og singlen blev udsendt i både England og USA.
Især i England var modtagelsen overvældende. "Move Your Feet" gik direkte ind som nummer 3 på singlehitlisten, mens albummet fik gode anmeldelser i NME og Q-Magazine og lå på Top 10-listen ni uger i træk. Resultatet blev en forside på bøssebladet BoysMagazine samt en medvirken i TV-programmet Top of the Pops, som én af de få danskere nogensinde.
I september 2005 udsendte Junior Senior deres andet album, Hey Hey My My Yo Yo, igen på Crunchy Frog.
Den 26. september 2008 meddelte Junior Senior via en pressemeddelelse at de var gået i opløsning, men at de ville fortsætte med at lave musik hver for sig.

## Diskografi

### Studiealbum
- D-D-Don't Don't Stop the Beat (2003)
- Hey Hey My My Yo Yo (2005)

### Ep'er
- Boy Meets Girl EP (2003)
- Say Hello, Wave Goodbye EP (2007)